# Ischnomantis media
Ischnomantis media es una especie de mantis de la familia Mantidae.

## Distribución geográfica
Se encuentra en Etiopía, Kenia y Somalia.